# Caduceo como símbolo de medicina
El caduceo es el símbolo tradicional de Hermes y presenta dos serpientes que serpentean alrededor de un bastón a menudo alado. En los Estados Unidos se usó erróneamente como símbolo de la medicina en lugar de la Vara de Esculapio. El diseño del caduceo de dos serpientes tiene asociaciones antiguas y consistentes con el comercio, la elocuencia, la negociación, la alquimia y la sabiduría.
El uso moderno del caduceo como símbolo de la medicina se estableció en los Estados Unidos a finales del siglo XIX y principios del siglo XX como resultado de errores documentados, malentendidos y confusión.

## Uso temprano en un posible contexto médico
Antes de los antiguos romanos y griegos (alrededor del 2612 aC), las representaciones más antiguas de Siria y la India de palos y animales que parecían serpientes o gusanos se interpretan como una representación directa del tratamiento tradicional de la dracunculiasis, la enfermedad del gusano de Guinea.
Si bien existe una amplia evidencia histórica del uso del caduceo, o personal del heraldo, para representar a Hermes o Mercurio (y, por extensión, el comercio y la negociación), la evidencia temprana de cualquier asociación simbólica entre el caduceo y la medicina o la práctica médica es escasa y ambigua. Es probable que esté vinculado al "solvente universal" alquímico, llamado Azoth, cuyo símbolo era el caduceo.
El Guildhall Museum de Londres tiene un sello de oculista del siglo III con símbolos de caduceo en la parte superior e inferior. El sello fue aparentemente usado para marcar preparaciones de medicina para los ojos. Se cree que es probable que en lugar de ser evidencia de una asociación médica per se, esto es más bien una alusión a las palabras del poeta griego Homero, quien describió al caduceo como "que posee la capacidad de encantar los ojos de los hombres", lo cual Se relaciona con el negocio de un oculista.
Walter Friedlander propuso que la asociación temprana del caduceo con la medicina podría haberse derivado de la asociación de Hermes Trismegisto (Tres veces grande) con la química y la medicina tempranas como aspectos de la alquimia, como una práctica esotérica. Sin embargo, señala que "aunque estos diversos factores pueden vincular a Hermes/Mercurio, junto con su caduceo, con la medicina alquímica, también pueden vincular todos los demás aspectos no médicos de la alquimia con Hermes/Mercurio y el caduceo".
A partir del siglo XVI, hay pruebas limitadas del uso del caduceo en lo que podría decirse que es un contexto médico. Sin embargo, esta evidencia también es ambigua. En algunos casos, está claro que el caduceo simboliza la sabiduría, sin ninguna connotación médica específica.
El dispositivo de impresión de Johann Froben.
El caduceo aparece en un contexto médico general en la marca de imprenta utilizado por el impresor médico suizo Johann Frobenius (1460–1527), que mostraba al personal entrelazado con serpientes y coronado por una paloma, con un epígrafe bíblico en griego. sabios como serpientes e inofensivos como palomas "(Mateo 10:16, aquí en la traducción de la KJV ), de acuerdo con las connotaciones del caduceo como símbolo de mensajeros y editores basados en la asociación de Hermes o Mercurio con la elocuencia y la negociación. Friedlander observó que Frobenius difícilmente podría considerarse una impresora médica, como se había afirmado anteriormente, y señaló que en una revisión de 257 de los trabajos que llevan el dispositivo de esta impresora solo uno estaba relacionado con la medicina. El uso similar del caduceo en las marcas de impresoras continúa hasta nuestros días, con compañías como FA Davis Company que todavía usan el símbolo como elemento de su insignia.
Hay algunos otros ejemplos de uso en este período. Puede haber sido utilizado como un símbolo por Sir William Butts, médico de Enrique VIII. De manera similar, el médico John Caius , fundador de Caius College, Cambridge , y en ese momento Presidente del Royal College of Physicians , durante las visitas oficiales a su universidad del mismo nombre, había llevado ante él un caduceo plateado sobre un cojín, y luego presentó Este artefacto al colegio, donde permanece en poder del colegio. Este uso fue aducido por el historiador médico (y apologista primario para el uso del caduceo en un contexto médico) Fielding Garrison para apoyar su argumento de que el caduceo fue utilizado como un símbolo de la medicina desde el siglo XVI. Sin embargo, como señaló Walter Friedlander, "lo que Cayo usó fue una varita de heraldo no específica, en lugar del caduceo de Hermes". Para apoyar esta afirmación, cita las propias palabras de Caius sobre por qué eligió la varita de un heraldo como símbolo, dejando en claro que la eligió como un símbolo de prudencia. Este mismo pasaje también fue mencionado anteriormente por Engle al refutar la afirmación de Garrison. Engle y Friedlander no son los únicos que han notado que el uso del Caduceo por parte de Cayo no tuvo nada que ver con el supuesto simbolismo médico; como se indica en una publicación producida por el Real Colegio de Médicos: "[...] introduciendo el caduceo en la ceremonia del Colegio de Médicos, Cayo agregó involuntariamente a la confusión entre los dos emblemas para tiempos posteriores, cuando pocas personas entiende los signos visuales con los que estaba tan familiarizado ".

Para apoyar la idea de que el caduceo tenía una asociación de larga data con la medicina, Garrison también mencionó el hecho de que el impresor médico inglés Churchill usó el símbolo como dispositivo de impresión, comenzando en algún momento alrededor de 1844. Friedlander ha examinado este tema en detalle. y muestra que Churchill era muy consciente de que la vara de Asclepio era el símbolo aceptado de la medicina. Parece que está inclinado a pensar que la adopción del caduceo en este contexto probablemente tenga algo que ver con la relación entre la publicación y el papel de Mercurio como mensajero y escriba. Nota, sin embargo
Que John Churchill adoptó el caduceo como dispositivo de su impresora independientemente de la idea de que simbolizaba la medicina no significa que, una vez que la adoptó, no desempeñó ningún papel en que el caduceo fuera aceptado como un símbolo de la medicina, al menos en los Estados Unidos. Durante la parte restante del siglo XIX, varias editoriales de los Estados Unidos parecen haber copiado o modificado el caduceo de Churchill y colocaron esta marca en sus libros de medicina. Otras editoriales británicas contemporáneas no utilizaron un caduceo y el caduceo nunca había estado tan conectado a la medicina en Gran Bretaña o en Europa como lo ha sido en los Estados Unidos.
En cualquier caso, en Gran Bretaña, ya en 1854, la distinción entre la vara de Asclepio y el caduceo como símbolos de dos profesiones muy diferentes aparentemente era todavía bastante clara. En su artículo sobre los signos de los comerciantes de Londres, AH Burkitt señala que entre los símbolos muy antiguos que todavía se usaban en Londres en ese momento y que se basaban en asociaciones entre dioses paganos y profesiones, "encontramos a Mercurio, o su caduceo, apropiado en el comercio, como indicando la expedición. Esculapio, su serpiente y bastón, o su gallo, para los profesores del arte curativo".

## Adopción por el Ejército de Estados Unidos
La confusión generalizada con respecto a la supuesta importancia médica aparentemente surgió como resultado de los eventos en los Estados Unidos que ocurrieron en la segunda mitad del siglo XIX. Como lo señaló Garrison, el caduceo apareció en los galones de los administradores de los hospitales del Ejército desde 1856 (William K. Emerson indica que la insignia se adoptó anteriormente, en 1851). Se ha afirmado que esto fue resultado de ignorancia o mala interpretación con respecto a la designación preexistente de la vara de Asclepio por parte del Cirujano General de los Estados Unidos para este propósito. Vale la pena señalar que los administradores de hospitales no eran médicos; desempeñaron un papel de apoyo en la preparación de medicamentos para cirujanos, supervisores de enfermeras y cocineros, mantenimiento de registros contables y médicos, y en situaciones de emergencia a veces se practicaban cirugías menores o se proporcionaban recetas.
Más tarde, en 1871, el Cirujano General designó al caduceo como el sello del Servicio Hospitalario Marino (destinado a convertirse en el Servicio de Salud Pública de los EE. UU. En 1912). Gershen afirma que el cambio fue por razones estéticas, mientras que Friedlander declara que el caduceo fue adoptado por el Servicio Hospitalario Marino "debido a su relación con los marinos mercantes y la industria marítima".
El caduceo fue adoptado formalmente por el Departamento Médico del Ejército de los Estados Unidos en 1902 y se agregó a los uniformes de los oficiales médicos del Ejército. Según Friedlander, esto fue provocado por un Capitán Frederick P. Reynolds, aunque Bernice Engle declara que "el uso del caduceo en nuestro ejército creo que se debe principalmente al fallecido Coronel Hoff, quien ha enfatizado la idoneidad del caduceo como un emblema de neutralidad. Reynolds tuvo la idea rechazada varias veces por el Cirujano General , pero persuadió al nuevo titular, el General de Brigada William H. Forwood , para que la adoptara, lo que generó una gran controversia.
El Registro del Ejército y la Armada del 28 de junio de 1902 analiza el argumento, que refleja el hecho de que varios oficiales médicos estaban descontentos con la elección. El editor del artículo afirma que el símbolo no fue elegido por sus connotaciones médicas y propone la siguiente interpretación simbólica: "la vara representa el poder, las serpientes representan la sabiduría y las dos alas implican diligencia y actividad, cualidades que sin duda poseen nuestros médicos. El editor también señala que la mayoría del personal del Cuerpo Médico no es ni siquiera médicos. Según esta línea de razonamiento, el caduceo nunca tuvo la intención de ser un símbolo de la medicina. La inconsistencia fue notada varios años después por el bibliotecario del Cirujano General., pero por razones que no están del todo claras, el símbolo no fue cambiado.
Se aprecia una luz considerable sobre esta confusión mediante una carta anónima publicada por Emerson, un historiador de las insignias y uniformes del Ejército de los Estados Unidos. Indica que el número de abril de 1924 de The Military Surgeon imprimió una revisión de un artículo anterior que apareció en el Presse Medicale en el que el autor declaró: "No hay nada en la historia que justifique el uso del caduceo como el emblema del médico [. ..] es muy desafortunado que exista la 'confusión' ". En una refutación anónima contenida en una carta al editor publicada tres meses después en The Military Surgeonse afirmó que el difunto coronel John R. van Hoff era un miembro de la junta que seleccionó el emblema ("si no fue él quien tuvo un papel fundamental en su adopción"). En la carta al editor reproducida por Emerson, el autor anónimo afirma

Hoff era un hombre demasiado erudito e inteligente como para cometer el error de "confundir" al caduceo con el bastón de la serpiente de Esculapio. El signo de Mercurio fue adoptado deliberadamente, como lo he oído decir, porque era el emblema del comerciante y, por lo tanto, el emblema del no combatiente. En momentos en que era necesario que una embarcación proclamara su naturaleza, era habitual que una embarcación mercante indicara su condición de no combatiente enarbolando una bandera que llevaba el emblema de Mercurio, el dios del comerciante. El caduceo, en nuestro uso, no es distintivamente el emblema del médico, sino el emblema de todo el Departamento Médico. Los hombres alistados del departamento médico superan en número a los médicos de ese departamento. Además de los vagones de ambulancias, muchos vehículos se emplean en el servicio de campo en la guerra que no son distintivamente médicos, pero que se utilizan para fines médicos. Tanto los hombres alistados como los vehículos del departamento (sin mencionar muchos otros objetos), deben llevar algún signo de neutralización para la protección. Al coronel Hoff y al consejo les pareció que la cruz de Ginebra, que además de su uso como emblema de neutralidad es también el emblema de la República Suiza, bien podría sustituirse por un emblema que no sea el emblema de un país extranjero. , y se seleccionó el caduceo, como el emblema que durante muchas edades ha servido para indicar al no combatiente.

Según este punto de vista, el caduceo no tenía la intención de ser un símbolo médico (y, aunque se explica de manera diferente, refleja el punto de vista presentado por el editor en el Registro del Ejército y la Armada del 28 de junio de 1902, descrito anteriormente). Sin embargo, después de la Primera Guerra Mundial, el caduceo fue empleado como emblema tanto por el Departamento Médico del Ejército como por el Cuerpo de Hospitales de la Armada . Incluso la Asociación Médica Americana usó el símbolo por un tiempo, pero en 1912, después de una discusión considerable, el caduceo fue abandonado por la AMA y la vara de Asclepio fue adoptada en su lugar.
Este cambio al uso de la vara de Asclepio para simbolizar la medicina también se puede ver en el ejército de los Estados Unidos. El Cuerpo Médico del Ejército, que ha popularizado el caduceo, mientras retiene el caduceo por su propia placa e insignia, ahora es parte del Departamento Médico del Ejército , que desde entonces ha adoptado la Vara de Asclepio como su símbolo principal. Además, cuando la Fuerza Aérea de los Estados Unidos diseñó nuevas insignias médicas, también adoptó la vara de Asclepio.